# Gerd Grimm
Gerd Grimm (* 20. Oktober 1911 in Karlsruhe; † 28. Mai 1998 in Freiburg im Breisgau) war ein deutscher Grafiker und Modezeichner.

## Biografie
Seine künstlerische Ausbildung begann Grimm 1929 in Karlsruhe an der Akademie der Künste bei den Professoren Wilhelm Schnarrenberger und Karl Hubbuch und setzte sie an der Kunstgewerbeschule in Nürnberg fort. Ab 1933 war er in Berlin Meisterschüler von Prof. O. H. W. Hadank. Schon seit Ende der 20er Jahre arbeitete Grimm als Modezeichner für Zeitschriften wie „Die Dame“ oder „Elegante Welt“. Doch als in Nazidiktion so genannter „Halbjude“ konnte er während der Hitler-Diktatur seine Arbeiten nur über Vermittlung seiner „arischen“ Lebensgefährtin, der Modezeichnerin Hildegard van Gülick, und mit der Unterstützung von Freunden ohne Namensnennung verkaufen. 1936–1939 arbeitet er zeitweise in Frankreich und England. Während des Zweiten Weltkriegs wurde seine Berliner Wohnung zerstört, viele seiner frühen Werke gingen dabei verloren. Zur Wehrmacht eingezogen wurde er 1940, doch da „Halbjude“ bald als „wehrunwürdig“ wieder entlassen. Bis zum Ende des Krieges reiste er fast jede Woche von Berlin nach Freiburg, wo seine Eltern wohnten, um einer möglichen Festnahme zu entgehen.
1946 ging Grimm nach seiner Hochzeit mit Hildegard van Gülick in die Vereinigten Staaten und lebte in New York City. Dort arbeitete er als Zeichner, Illustrator und Werbegrafiker, u. a. für die Zeitschriften Esquire und Vogue. 1951 kehrte er nach Deutschland zurück und ließ sich in Freiburg nieder. 1952 wird ein Sohn geboren. Da die Modemagazine inzwischen auf Fotografie setzten, musste er über Werbung seinen Lebensunterhalt verdienen – er gestaltete über viele Jahre lang die Werbekampagne für die Zigarettenmarke Reval. 
Schöne Frauen aber blieben sein Leben lang das vorherrschende Thema. Gerd Grimm wurde zum Zeichner des „Fräuleinwunders“: „Grimms Mädchen“ wurden legendär. Doch auch Amerika ließ ihn nicht los – immer wieder kehrte der geradezu New-York-Süchtige in die Staaten zurück, bereiste aber auch Südamerika und verarbeitete seine Eindrücke in zahlreichen Grafiken. Seine Arbeit lässt sich zusammenfassen mit den Schlagworten Mode – Mädchen – Metropolen.

## Ausstellungen
- 2010/2011: Gerd Grimm – Mode, Mädchen, Metropolen, kunsthalle messmer, Riegel am Kaiserstuhl.